# Conférence des Églises de toute l'Afrique
Pour les articles homonymes, voir AACC.
La Conférence des Églises de toute l'Afrique (en anglais All Africa Conference of Churches - AACC) est une communauté œcuménique réunissant plus de 120 millions de chrétiens africains de 174 Églises nationales et conseils régionaux. C'est l'une des organisations régionales du Conseil œcuménique des Églises.
Le Centre de conférences Desmond Tutu (Nairobi, Kenya) est affilié à l'AACC.

## Historique
L'AACC trouve son origine dans une conférence des organisations chrétiennes d'Afrique qui se déroula à Abidjan (Nigéria) en 1958, à l'initiative de Akanu Ibiam, un presbytérien engagé dans l'œcuménisme. La première rencontre a lieu le 20 avril 1963 à Kampala (Ouganda) sous le titre « Liberté et unité en Christ ». Les délégués ont thématisé la situation postcoloniale de l'Afrique et critiqué l'esprit nationaliste présent alors dans de nombreux pays africains. Ils invitèrent à dépasser la division du continent et à participer à la construction de la nation africaine.
Par la suite, l'AACC soutient les Églises nationales et régionales, afin qu'elles puissent collaborer au processus de décolonisation et à la construction économique de leurs pays. Elle joue un rôle significatif dans la mise à l'écart du régime d'apartheid sud-africain.
Aujourd'hui l'ACC se consacre plus particulièrement à la justice sociale (lutte contre la pauvreté), à la lutte contre le sida, et aux relations internationales en mettant en avant l'économie, l'éthique et la morale. L'objectif est d'intégrer les Églises locales dans un réseau international cohérent.
Depuis sa fondation, l'AACC s'est réunie dans diverses villes africaines : en 1969 à Abidjan (Côte d'Ivoire), en 1974 à Lusaka (Zambie), en 1981 à Nairobi (Kenya), en 1987 à Lomé (Togo), en 1992 à Harare (Zimbabwe), en 1997 à Addis-Abeba (Éthiopie), en 2003 à Yaoundé (Cameroun), en 2008 à Maputo (Mozambique). Pour ses 50 ans, l'assemblée générale de 2013 a eu lieu à Kampala. Le secrétaire général en 2014 est le révérend André Karamaga, pasteur presbytérien.